# Discorso al Reichstag del 1º settembre 1939

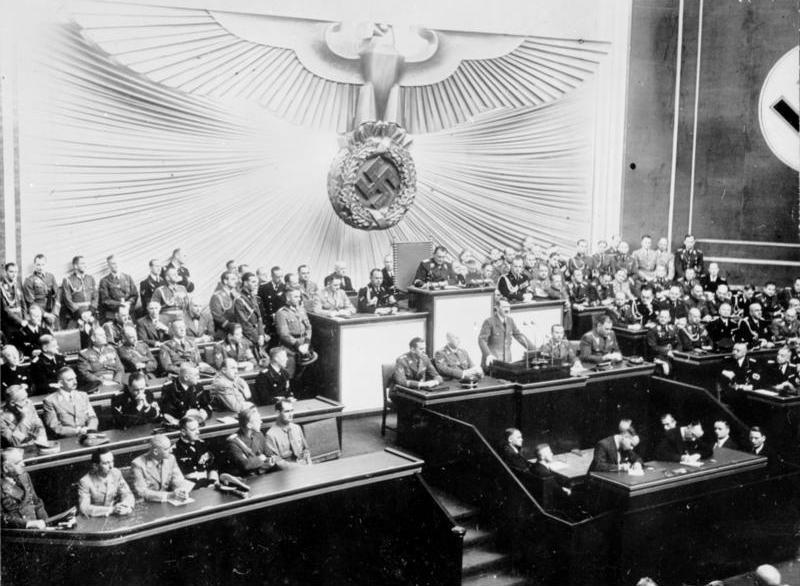
Una immagine ufficiale del discorso tenuto da Hitler al Reichstag il 1 settembre 1939

Il discorso al Reichstag del 1º settembre 1939 fu un discorso pronunciato da Adolf Hitler in una sessione straordinaria del Reichstag tedesco il 1º settembre 1939, il giorno dell'invasione tedesca della Polonia. Il discorso servì come dichiarazione pubblica di guerra contro la Polonia e quindi dell'inizio della seconda guerra mondiale, la Germania non presentò una dichiarazione formale di guerra alla Polonia.

## Descrizione
I primi colpi dell'invasione furono sparati intorno alle 4:48 del 1º settembre dalla corazzata Schleswig-Holstein. Alle 5:40 Hitler rilasciò una dichiarazione alle forze armate: "Lo stato polacco ha rifiutato la soluzione pacifica delle relazioni che desideravo e ha fatto appello alle armi... Per porre fine a questa follia, d'ora in poi, non ho altra scelta che affrontare la forza con la forza."
Alle 11:40, il comando supremo tedesco inviò un proclama alle truppe ("Soldati dell'esercito tedesco, dopo che tutti gli altri mezzi hanno fallito, le armi devono decidere."), e a questo, nel corso della giornata, seguì il discorso di Hitler al Reichstag, dal Teatro Kroll.
Furono organizzati i preparativi per la folla prevista, spontanea ed entusiasta, lungo il percorso di Hitler verso il teatro: si presentò solo una manciata di persone, infatti i berlinesi furono in gran parte apatici e non mostrarono alcun entusiasmo per la guerra.
Il discorso seguì il solito schema di Hitler, iniziando lentamente e persino in modo incerto, per poi procedere gradualmente verso un crescendo di insulti urlati. Sebbene alcune affermazioni del discorso fossero vere, nel complesso si trattò di un "sorprendente catalogo di bugie".
Hitler travisò il corso degli eventi diplomatici precedenti all'invasione:
Hitler parlò poi del patto Molotov-Ribbentrop, firmato solo dieci giorni prima, il 23 agosto. Sebbene la notizia del patto fosse stata già pubblicata in Unione Sovietica e si fosse ormai ampiamente diffusa in tutto il mondo, questo discorso incluse la prima dichiarazione formale del Patto:
Hitler giustificò l'attacco tedesco rivendicando la colpevolezza polacca sulla base delle atrocità polacche (inventate) a Byczyna (in tedesco: Pitschen) e in altri luoghi, come Gleiwitz e Hochlinden, entrambi parte dell'Operazione Himmler, l'operazione sotto falsa bandiera intesa a dimostrare che i polacchi attaccarono per primi, di cui l'incidente di Gleiwitz fu il più noto.
Hitler si dichiarò quindi "Primo soldato del Reich tedesco" (in tedesco: Erster Soldat des Deutschen Reiches), un grado autoproclamato. Questo fu un ulteriore passo per blindare la posizione di Hitler come comandante supremo delle forze armate tedesche (in tedesco: Oberbefehlshaber der Deutschen Wehrmacht):
(Adolf Hitler, 1° settembre 1939)

## Reazioni
William Shirer osserva che "Solo una volta quel giorno Hitler ha detto la verità. Alla fine, per questa volta, si sarebbe dimostrato buono come la sua parola. Ma nessun tedesco che ho incontrato a Berlino quel giorno ha notato che ciò che il leader stava dicendo senza mezzi termini era che non avrebbe potuto affrontare, o accettare, la sconfitta nel caso fosse arrivata".
Eleanor Roosevelt scrive:"Alle 5:00 di questa mattina il nostro telefono ha squillato ed è stato il presidente a Washington a darmi la triste notizia che la Germania aveva invaso la Polonia e che i suoi aerei stavano bombardando le città polacche. Mi ha detto che Hitler stava per parlare al Reichstag, così abbiamo acceso la radio e ascoltato fino alle 6:00... Mentre ascoltavo il discorso di Hitler, questa lettera continuava a tornarmi in mente... come puoi affermare che non hai intenzione di muovere guerra contro donne e bambini e poi inviare aerei a bombardare le città?" (Nel discorso, Hitler dichiarò:"Non farò la guerra contro donne e bambini. Ho ordinato alla mia aviazione di limitarsi ad attacchi contro obiettivi militari" (in tedesco: Ich will nicht den Kampf gegen Frauen und Kinder führen. Ich habe meiner Luftwaffe den Auftrag gegeben, sich auf militärische Objekte bei ihren Angriffen zu beschränken.)
Il titolo del The New York Times, per il suo resoconto in prima pagina del discorso, dopo aver citato "La bomba sarà accolta da un'altra bomba" e il voto di Hitler di "combattere fino alla risoluzione" della situazione polacca, si concentrò sull'ordine del decreto di successione. Nel discorso, Hitler dichiarò che l'ordine della sua successione sarebbe stato in primis Hermann Göring, poi Rudolf Hess, poi un successore scelto dal "Senato" (in tedesco: den Senat) (sebbene non ci fosse più un Senato come il Reichsrat ereditato dalla Repubblica di Weimar, essendo stato abolito il 14 febbraio 1934): questa designazione di Göring come successore di Hitler rimase in vigore, ribadita da un decreto del 29 giugno 1941, fino all'invio del telegramma di Göring del 23 aprile 1945, in cui lo stesso Göring tentò di usarlo per giustificare la presa del controllo della Germania.